# العلاقات الكينية اللوكسمبورغية
العلاقات الكينية اللوكسمبورغية هي العلاقات الثنائية التي تجمع بين كينيا ولوكسمبورغ.

## مقارنة بين البلدين
هذه مقارنة عامة ومرجعية للدولتين:
| وجه المقارنة                                              | كينيا                         | لوكسمبورغ                                                     |
| --------------------------------------------------------- | ----------------------------- | ------------------------------------------------------------- |
| المساحة (كم2)                                             | 581.31 ألف                    | 2.59 ألف                                                      |
| عدد السكان (نسمة)                                         | 48.47 مليون                   | 599.45 ألف                                                    |
| الكثافة السكانية (ن./كم²)                                 | 83.38                         | 231.45                                                        |
| العاصمة                                                   | نيروبي                        | لوكسمبورغ                                                     |
| اللغة الرسمية                                             | اللغة السواحلية، لغة إنجليزية | اللغة اللوكسمبورغية، لغة فرنسية، اللغة الألمانية              |
| العملة                                                    | شيلينغ كيني                   | يورو، فرنك لوكسمبورغ                                          |
| الناتج المحلي الإجمالي (بليون دولار)                      | 74.94 مليار                   | 62.40 مليار                                                   |
| الناتج المحلي الإجمالي (تعادل القوة الشرائية) بليون دولار | 142.24 مليار                  | 58.13 مليار                                                   |
| الناتج المحلي الإجمالي الاسمي للفرد دولار أمريكي          | 1.38 ألف                      | 101.45 ألف                                                    |
| الناتج المحلي الإجمالي للفرد دولار أمريكي                 | 2.95 ألف                      | 101.93 ألف                                                    |
| مؤشر التنمية البشرية                                      | 0.548                         | 0.892                                                         |
| رمز المكالمات الدولي                                      | +254                          | +352                                                          |
| رمز الإنترنت                                              | .ke                           | .lu                                                           |
| المنطقة الزمنية                                           | ت ع م+03:00                   | توقيت وسط أوروبا، ت ع م+01:00، ت ع م+02:00، أوروبا/لوكسمبورج ‏ |

## منظمات دولية مشتركة
يشترك البلدان في عضوية مجموعة من المنظمات الدولية، منها:
| علم المنظمة | اسم المنظمة                               | تاريخ انضمام كينيا | تاريخ انضمام لوكسمبورغ |
| ----------- | ----------------------------------------- | ------------------ | ---------------------- |
|             | البنك الإفريقي للتنمية                    | ?                  | ?                      |
|             | البنك الدولي للإنشاء والتعمير             | 3 فبراير 1964      | 27 ديسمبر 1945         |
|             | المركز الدولي لتسوية المنازعات الاستشارية | 2 فبراير 1967      | 29 أغسطس 1970          |
|             | منظمة التجارة العالمية                    | 1995               | ?                      |
|             | منظمة حظر الأسلحة الكيميائية              | ?                  | ?                      |
|             | الفريق المعني برصد الأرض                  | ?                  | ?                      |
|             | الأمم المتحدة                             | 16 ديسمبر 1963     | 24 أكتوبر 1945         |
|             | منظمة الشرطة الجنائية الدولية             | ?                  | ?                      |
|             | وكالة ضمان الاستثمار متعدد الأطراف        | 28 نوفمبر 1988     | 29 أغسطس 1991          |
|             | يونسكو                                    | 7 أبريل 1964       | 27 أكتوبر 1947         |
|             | مؤسسة التنمية الدولية                     | 3 فبراير 1964      | 4 يونيو 1964           |
|             | مؤسسة التمويل الدولية                     | 3 فبراير 1964      | 4 أكتوبر 1956          |
|             | الاتحاد البريدي العالمي                   | ?                  | ?                      |
|             | الاتحاد الدولي للاتصالات                  | 11 أبريل 1964      | 2 مارس 1866            |

## وصلات خارجية
- موقع وزارة الخارجية الكينية
- موقع وزارة الخارجية اللوكسمبورغية